# Offset-Crash
Vom Offset-Crash (Versetzter Frontalaufprall) spricht man bei Crashtests bei Fahrzeugen, wenn das zu prüfende Fahrzeug mit nur einer Fahrzeugfrontseite gegen ein Hindernis fährt (die kann ein anderes Fahrzeug oder eine Barriere sein). Das Fahrzeug fährt mit 55 km/h und 40 % Überlappung gegen das Hindernis.
Hierbei kommt es auf eine gezielte Auslegung der gesamten Karosseriestruktur an, um den Überlebensraum der Insassen zu erhalten.
Seit April 1969 betrieb die Daimler-Benz AG im Großraum Stuttgart systematische Unfallforschung bei realen Unfällen mit Mercedes Fahrzeugen. Manchmal auch in weiter entfernten Gegenden wenn es sich bei dem verunfallten Fahrzeug um eine neue Baureihe handelte.
Durch mehrere tausend Unfälle hat die Unfallforschung die Erkenntnis erlangt, dass der am häufigsten auftretende Verkehrsunfall mit Personenschaden der versetzte Frontalaufprall ist.
Schon früh wurde diese Unfallvariante in das Entwicklungslastenheft als Pflichtcrashtest aufgenommen.
Der versetzte Frontalaufprall (Offset-Crash) wurde erstmals 1978 von der Daimler-Benz AG in die standardmäßigen Tests einbezogen.
Erste Untersuchungen wurden mit der Baureihe W 116 gemacht. Beim W 123 gehörte dieser Crashtest schon zum festen Bestandteil der Entwicklung.
Das weltweit erste Auto, das auf den versetzten Frontalaufprall ausgelegt wurde, war die Mercedes S-Klasse des Typs W 126.
Seit den 1990er Jahren gehört der Test zum Standard des New Car Assessment Program (NCAP).